# Montsipòsit
El Montsipòsit és una muntanya de 490 metres que es troba al municipi de Tortellà, a la comarca catalana de la Garrotxa.